# Pestarzt

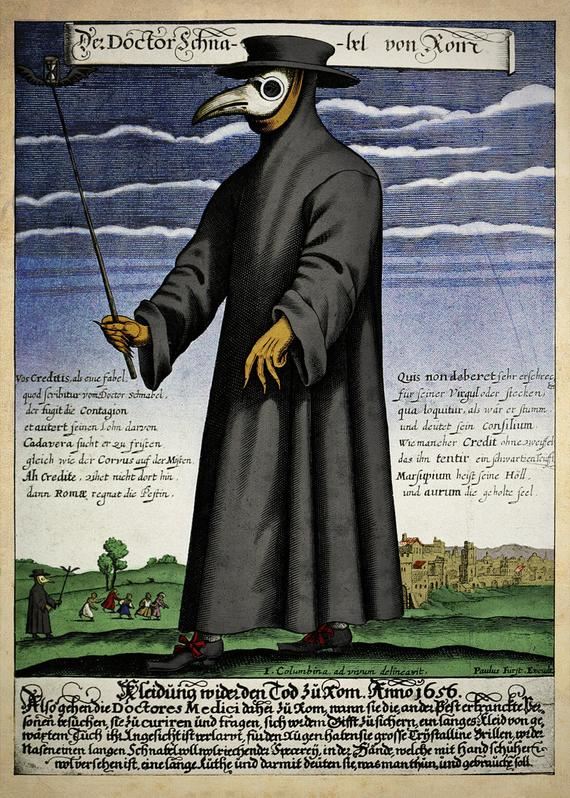
Kolorierter Kupferstich eines Pestarztes von Paul Fürst: Der Doctor Schnabel von Rom, ca. 1656. Die Darstellung ist wie das Gedicht dazu satirisch.

Als Pestarzt oder Pestdoktor (entlehnt aus englisch plague doctor), auch Pest-Medicus und Pestheiler genannt (umgangssprachlich auch Schnabeldoktor und Dr. Schnabel), wird seit dem 19. Jahrhundert ein Arzt bezeichnet, der Pestkranke behandelte.

## Geschichte
Während Epidemien wurden in Städten mit hohen Opferzahlen manchmal Pestärzte angestellt.
Die höchste Anzahl an Opfern in Europa hatte man im 14. Jahrhundert während des Ausbruchs des Schwarzen Todes zu verzeichnen. Die angestellten Pestärzte bekamen spezielle Privilegien, da sie besonders wertvoll für die Städte waren. Um ein Heilmittel zu finden, war es ihnen beispielsweise erlaubt, Obduktionen vorzunehmen, obwohl diese ansonsten oft verboten waren.
Historische Belege zeigen, dass einige Ärzte immer wieder die Patienten und deren Familien für Spezialbehandlungen oder falsche Heilmittel einen zusätzlichen Betrag zahlen ließen. Die meisten waren Ärzte und Chirurgen zweiter Klasse, die sich nicht oder noch nicht richtig etablieren konnten. Selten konnten mit der Behandlung von Pestkranken beauftragte Ärzte kurativ wirken. Meist dokumentierten sie nur für demografische Zwecke die Anzahl an betroffenen Personen.
Pestärzte waren dennoch so gefragt, dass Barcelona 1650 ein Lösegeld an Verbrecher zahlte, die zwei Pestdoktoren auf dem Weg nach Tortosa gefangen genommen hatten. 1348 stellte die italienische Stadt Orvieto Matteo fu Angelo zum Vierfachen des normalen Gehalts eines Doktors der Medizin von 50 Florinen pro Jahr ein.

## Kleidung
Um sich vor dem Pesthauch zu schützen, hielt man sich Riechäpfel, Duftschwämme oder Kräuterbeutel vor die Nase. Als wirksame Duftstoffe galten Wacholder, Amber, Zitronenmelisse, Grüne Minze, Kampfer, Gewürznelken, Myrrhe, Rosen oder Styrax. Die Idee für ein Nasenfutteral, in dem man diese Schutzduftträger unterbringen konnte, soll auf Charles de L’Orme zurückgehen, „Erster Arzt“ am Hofe Ludwigs XIII. Daraus entwickelte sich die nur südlich der Alpen als Pestmaske von Ärzten eingesetzte Schnabelmaske, die in der Literatur zum Merkmal des Pestdoktors wurde.
Schnabelmasken sind allerdings nur in Italien und Frankreich belegt und waren eher eine Randerscheinung. Vor allem durch einige Drucke und Stiche wurde ihre Erscheinung populär und im öffentlichen Bewusstsein besonders seit dem 19. Jahrhundert retrospektiv mit dem Bild des Pestarztes assoziiert. Die Pestdoktoren mit dem Schnabel wurde erst nachträglich ins Mittelalter "verpflanzt". Thomas Bartolin beschrieb 1661 eine solche Maske, die bei der Pest in Rom 1656 verwendet worden sei, und fügte seinem Buch eine Illustration eines Doktors mit Schnabelmaske bei, die eine ihm aus Rom zugesandte Abbildung reproduziert.
Jean-Jacques Manget publizierte 1721 mit Bezug auf die Pest in Marseille eine weitere Illustration. Nach diesen Beschreibungen bestand die Kleidung eines Pestdoktors aus einem als Schutzanzug dienenden gewachsten Stoffmantel, einer Schnabelmaske mit zwei Augenöffnungen aus Glas, Handschuhen und einem Stab. So konnte Kontakt zu den Infizierten vermieden werden.
„Alle späteren Abbildungen von Pestärzten basieren“ nach Marion M. Ruisinger „auf diesen beiden Varianten.“ Spätere Darstellungen belegen nicht die Verwendung an anderen Orten. Die Schnabelmaske ist also nicht vor dem 17. Jahrhundert und nur mit Bezug auf Rom 1656 und Marseille 1720 nachgewiesen. Einsätze der Schnabelmaske bei anderen Pestereignissen sind nicht belegt. Allerdings zeigt ein Gemälde des Schweizer Mediziners und Hochschullehrers Theodore Zwinger III. (1658–1724) den Arzt in der Montur des Schnabeldoktors.
Schnabelmasken, die Anfang des 21. Jahrhunderts für Museen in Berlin und Ingolstadt aus dem Handel erworben wurden, sind von zweifelhafter Authentizität.
Nach Ansicht des Historikers Herbert Mattie gehen alle Darstellungen und Berichte über den Schnabeldoktor von einer zeitgenössischen Karikatur Zecchinis aus, die dann von dem Anatomen Bartholin als Quelle übernommen wurde. Demnach gab es den Pestarzt in dieser Form überhaupt nicht.
Späterhin waren diese Masken auch ein prägendes Element des Karnevals in Venedig.

## Methoden
Pestärzte verabreichten Aderlässe oder setzten Frösche und Egel auf die Beulen, um „die Balance der Körpersäfte wiederherzustellen“. Sie durften sich nicht unter die Leute begeben, da die Gefahr einer Ausbreitung der Pest ihres Berufes wegen zu groß war; manche befanden sich in Quarantänequartieren.